# Roter Seebarsch
Der Rote Seebarsch (Helicolenus percoides) ist ein Meeresfisch aus der Familie der Drachenköpfe. Er kommt in den küstennahen Regionen von Australien und Neuseeland vor und wird bis zu 47 Zentimeter groß und 1,4 Kilogramm schwer. Die Kopfstacheln und die Rückenflossenstacheln sind giftig.

## Verbreitung, Lebensraum und Lebensweise
Die Art kommt auf dem Kontinentalschelf von Australien und Neuseeland bodennah in einer Tiefe von 50 bis 750 Metern vor. Dabei bevorzugt sie felsige Riffe; besonders die Jungtiere sind in tiefen Küstenriffen anzutreffen. Der Fisch wird bis zu 42 Jahre alt.
Der Rote Seebarsch ernährt sich von Garnelen, Kalmaren und Fischen. Natürliche Feinde sind Trompetenbarsche und Petersfische.

## Fortpflanzung
Der Fisch vermehrt sich durch geschlechtliche Fortpflanzung und ist lebendgebärend. Die Larven werden aus dem Mutterleib entlassen, sobald sie eine Länge von ca. 1 Millimeter erreicht haben.

## Wirtschaftliche Bedeutung
In Tasmanien wird der Rote Seebarsch als Speisefisch geschätzt, aber nur lokal verzehrt. Der Fisch wird dort meistens zu Fischsuppe verarbeitet. Wirtschaftlich spielt er nur eine untergeordnete Rolle und fällt als Beifang beim Garnelenfischen an.